# Superplayer & Co
Superplayer & Co, ocasionalmente chamada de Superplayer, é uma startup brasileira fundada em 2011, na cidade de Porto Alegre.
Originalmente surgida em torno do aplicativo Superplayer, passou a produzir plataformas de streaming e serviços de música. Em 2019, estreou suas atividades em podcasts.

## História
Fundada em 2011, a empresa ganhou notoriedade a partir de abril de 2013 com o lançamento do aplicativo Superplayer, que tinha o objetivo de oferecer playlists musicais feitas por curadores e com foco em atividades e momentos. Meses depois, o aplicativo ultrapassou mais de 200 mil usuários ativos e, em 2014, a empresa recebeu um aporte de mais de R$ 1 milhão. No ano seguinte, a plataforma atingiu 1 milhão de usuários ativos.
Entre 2016 a 2019, a empresa distribuiu e produziu várias plataformas e produtos, entre eles o SBT Hits (feito juntamente com o Sistema Brasileiro de Televisão), o Bradesco Music (feito juntamente com o banco Bradesco e a gravadora Universal Music), o Louve (focado em música cristã contemporânea) e o Mumo. Além disso, também passou a gerenciar uma rádio musical executada em voos da Azul Linhas Aéreas, além de serviços de sonorização de ambientes. Outro investimento promovido pela empresa durante o período foi o lançamento do Superplayer Maestro, um serviço de sonorização de ambientes.
Em 2019, a empresa iniciou um setor de produção de podcasts. O primeiro foi Imagina Só, de histórias infantis. Em 2020, a empresa produziu outros podcasts próprios, como A Virada, e agregou podcasts já existentes, como Introvertendo e Escriba Cafe.
Em 2021, o podcast Imagina Só ganhou uma versão em aplicativo produzida pela empresa, com a inclusão de histórias exclusivas em áudio e texto, além das já existentes na versão original do programa.